# Легко ли быть раком?
«Легко ли быть раком?» — небольшой юмористический рассказ Александра Беляева.

## История
Рассказ «Легко ли быть раком?» был опубликован в Москве в 1929 году («Вокруг света» (Москва), 1929, № 19).

## Сюжет
В юмористической форме рассказываются «ощущения» человека, превратившегося на час в рака в период линьки.